# RV-Nachhaltigkeitsgesetz
Das RV-Nachhaltigkeitsgesetz ist ein sozialrechtliches deutsches Reformpaket aus dem Jahr 2004. Das Maßnahmenpaket dient der langfristigen Stabilisierung des Beitragssatzes zur gesetzlichen Rentenversicherung in Deutschland.
Das Nachhaltigkeitsgesetz knüpft an vorangegangene Reformen an, die 2001 durch das Altersvermögensgesetz sowie das Altersvermögensergänzungsgesetz auf den Weg gebracht worden waren. Sie hatten ein Beitragssatzziel in der allgemeinen Rentenversicherung definiert. Zur Sicherstellung der Zielvorgaben wurde im Jahr 2002 die Kommission für die Nachhaltigkeit in der Finanzierung der sozialen Sicherungssysteme – die sogenannte Rürup-Kommission – eingesetzt, um für den Bereich der Rentenversicherung geeignete Maßnahmen zur Einhaltung des Beitragssatzziels vorzuschlagen.

## Problemstellung
Die Reformen von 2001 (Wirkung ab 2002) legten als höchst zulässigen Beitragssatz zur allgemeinen Rentenversicherung 20 Prozent bis zum Jahr 2020 und darüber hinaus 22 Prozent bis zum Jahr 2030 fest („Beitragssatzziel“). Die Kehrseite der Beitragsbegrenzung würde sich in der Senkung des Rentenniveau äußern. In die Rentenanpassungsformel wurde zur Bemessung der Minderung der jährlichen Rentenerhöhung der Beitragssatzfaktor eingeführt. Um einen Ausgleich für das abgesenkte Rentenniveau zu schaffen, wurde eine kapitalgedeckte Zusatzversorgung für das Alter geschaffen, die staatlich gefördert wird. Die Förderung erfolgt im Rahmen einer nach dem seinerzeitigen Arbeits- und Sozialminister benannten Riester-Rente durch Steuervergünstigungen und/oder Altersvorsorgezulagen. Daneben wurde die betriebliche Altersversorgung rechtlich gestärkt und steuerlich umfänglicher ausgestaltet. Damit wurden kompensatorische Teile des deutschen Alterssicherungssystems auf die Privatwirtschaft übertragen.
Hochrechnungen der Bundesregierung zeigten jedoch bereits in den Folgejahren, dass das verfolgte Beitragssatzziel mittelfristig schon gefährdet sein könnte. Um sicherzustellen, dass die Ziele darüber hinaus langfristig greifen, wurde die Rürup-Kommission beauftragt, weitere valide Maßnahmen zu erarbeiten. Besondere Berücksichtigung erforderte der stetige demographische Wandel der Gesellschaft und die Veränderung der ökonomischen Rahmenbedingungen. So sollten Impulse zur Sicherung und zum Ausbau von Beschäftigung gesetzt werden und durch die Absenkung der Lohnnebenkosten die Wettbewerbsfähigkeit der bundesdeutschen Wirtschaft gesteigert werden.

## Maßnahmen
Durch das Maßnahmenpaket sollte erreicht werden, dass sich der Beitragssatz zur gesetzlichen Rentenversicherung mittelfristig bei 19,5 % einpendelt und bis 2030 eine maximale Begrenzung von 22 % erfährt.
- Mittels Einführung eines Nachhaltigkeitsfaktors wurde die Rentenanpassungsformel verändert. Damit wurde ein Ausgleich im Verhältnis zwischen Beitragszahlern und Leistungsberechtigten geschaffen bei Ausrichtung der Rentendynamik an der Entwicklung der beitragspflichtigen Bruttolöhne und -gehälter.

- Anhebung des Renteneintrittsalters für die Inanspruchnahme einer vorzeitigen Altersrente wegen Arbeitslosigkeit oder nach Altersteilzeit. Für definierte Personengruppen gab es Vertrauensschutzregelungen.

- Grundsätzliche Abschaffung der bewerteten Anrechnungszeiten bei schulischer Ausbildung, soweit diese nicht zu bestimmten berufsvorbereitenden Bildungsmaßnahmen zählen.[3] Daneben fiel bei ab 1. Januar 2009 beginnenden Renten die pauschale Höherbewertung (Maßstab: kalenderjährliches durchschnittliches Einkommen gemäß Anlage 1 SGB VI) der ersten 36 Pflichtbeitragsmonate als Zeiten einer „fingierten beruflichen Ausbildung“ weg – wohingegen es bei tatsächlicher beruflicher Ausbildung bei der Hochwertung von bis zu 36 Kalendermonaten blieb.

- Umwidmung und Anhebung der rentenrechtlichen Schwankungsreserve in die Nachhaltigkeitsrücklage gemäß § 216 SGB VI auf 1,5 Monatsausgaben.[4]

- Ergänzung des § 154 SGB VI um die jährliche Prüfung, ob eine Anhebung der Regelaltersgrenze von 65 auf 67 Jahre notwendig ist.